# Marcipa dubia
Marcipa dubia är en fjärilsart som beskrevs av Jean Pelletier 1978. Marcipa dubia ingår i släktet Marcipa och familjen nattflyn. Inga underarter finns listade i Catalogue of Life.